# Javier Rebollo
Javier Rebollo (Madrid, el 14 de setembre de 1969) és un director de cinema, guionista, productor, professor, conferenciant i performer. És llicenciat en ciències de la informació, en l'especialitat d'Imatge, per la Universitat Complutense de Madrid.

## Primers anys. Documentals. Lolita Films
Entre 1990 i 1994 estudia i treballa en Metròpolis Centre d'Estudis, la qual cosa li permet ser assistent personal d'Antonio Drove. L'any 1996 crea junt Damián París i Lola Mayo, la productora Lolita Films, amb la qual produeix els seus curtmetratges, llargmetratges i treballs documentals per a televisió, al costat de curtmetratges, llargmetratges i documentals d'altres directors (entre ells destaquen Un, dos tres, taxi de Ricardo Aristeo -1998-; Llévame a otro sitio -2004-, Hasta la muerte -2005-, nominat a Millor Curtmetratge d'Animació, En el hoyo -2006- i Mañana no es otro día -2015- de David Martin de los Santos; o el llargmetratge de Lino Escalera, No sé decir adiós -2017-).
Entre 1993 i 1999 realitza per als Serveis Informatius de Telemadrid la sèrie documental 30 minutos, entre els quals ressalten La memoria herida (1997) o Cartas al Sahara (1999). Entre 1999 i 2010 produeix i realitza per l'espai Documentos TV de La 2 de Televisió Espanyola, dirigit per Pedro Erquicia, documentals com Lejos del manicomio (2000), Sin techo (2001), Gran Sol, al final de la marea (2002), A través del cristal (2003) o Hospital (2005). En aquest espai informatiu, Rebollo intenta «anar més enllà del format, deixar les crosses televisives, de l'actualitat, i apuntar més cap a l'eternitat del documental enfront del reportatge, a través d'un desplegament de mecanismes cinematogràfics i amb una elaborada posada en escena».
L'any 2004, el Festival Internacional de Cinema Documental DOCUMENTAMADRID dedica una retrospectiva als documentals de Javier Rebollo i Lola Mayo per a televisió. El cicle es va titular: Javier Rebollo y Lola Mayo: en los límites de la realidad. El tàndem Javier Rebollo-Lola Mayo va obtenir en 2006, entre altres premis pels seus treballs documentals en conjunt, el Premi Reina Sofia de Periodisme contra els Drogues per A través del cristal (2004).

## Curtmetratges
Entre 1997 i 2002 Rebollo dirigeix els curtmetratges En medio de ninguna parte (1997, 35mm), ¡Hola, desconocido! (1998, 35mm), El equipaje abierto (1999, 35mm), El preciso orden de las cosas (2001, 35mm) —episodi d'un film col·lectiu realitzat pel programa Versión Española dirigit per Santiago Tabernero per Televisió Espanyola-, i En camas separadas (2002, 35mm). Es tracta d'un cicle de curtmetratges protagonitzats per Lola Dueñas.Tots aquests treballs s'estrenen en la Secció Oficial de la SEMINCI-Setmana Internacional de Cinema de Valladolid i amb ells obté per dues vegades la Nominació als Goya al millor curtmetratge de ficció (1997 i 2003), és finalista al Premi al Millor Curtmetratge dels Premis del Cinema Europeu, guanya un centenar de premis, i acudeix a festivals de tot el món com Clarmont, Cracòvia, Mont-real, Locarno, així com a Alcalá de Henares, Bilbao, Valladolid i València a Espanya. Per dues vegades és preseleccionat al Premi Oscar de l'Acadèmia de Hollywood (els EUA) i gana els dos primers premis del Certamen Nacional de Curtmetratges del Festival de Cinema d'Alcalá de Henares-ALCINE, el Primer Premi Nacional, el Primer Premi Comunitat de Madrid, el Premi al Millor So i el Premi a la Millor Actriu (Lola Dueñas).
En 2016, Rebollo roda a l'Escola Internacional de Cinema i Televisió (San Antonio de los Baños, Cuba) el curtmetratge Pequeña historia (apócrifa) de los motivos visuales en la historia del cine. 1 - Mujer mirando por la ventana, estrenat al Festival de Cinema d'Alcalá de Henares-ALCINE, i en 2016 roda per LA FABRICA i NotodoFilmFestival els curtmetratges en vídeo (Yo) tengo perspectiva de la vida i Consejo a los cabreros.
Rebollo ha reivindicat el curtmetratge com a gènere major: «no ho considero trampolí ni salt a res sinó un lloc del qual anar i venir com altres directors europeus fan de manera saludable com Agnes Vardá o Chantal Akerman».

## Llargmetratges
En 2006 Javier Rebollo dirigeix el seu primer llargmetratge, Lo que sé de Lola/ Ce que je sais de Lola (2006, 35mm), protagonitzat per Lola Dueñas, Michaël Abiteboul i Carmen Machi. Es tracta de coproducció franco-espanyola entre Lolita Films i Malvarrosa Media en a Espanya i Lazennec a França. La pel·lícula, rodada a França (París i Calais) i Espanya (La Manxa i els estudis de la Ciutat de la Llum a Alacant), ve a continuar el cicle iniciat amb En medio de ninguna parte sobre el personatge que Lola Dueñas ve representant en aquests anys en les seves pel·lícules.
Lo que sé de Lola es va estrenar en la Secció Oficial del Festival Internacional de Cinema de Sant Sebastià i va ser nominada al Goya a la Millor Direcció Novella. El film va participar en 50 festivals internacionals i ha obtingut, entre d'altres, el FIPRESCI-Premi de la Crítica Internacional en el London Film Festival, el Gran Premi del Festival de Cinema Espanyol de Marsella, el Premi Jules Verne a la Millor pel·lícula del Festival de Cinema Espanyol de Nantes, el Gran Premi del Festival Internacional de Cinema de Seül (Corea), així com el premi al Millor Director en els festivals de Montevideo (Uruguai) i Santa Cruz de la Sierra (Bolívia), i el Premi a la Millor Òpera Prima en els festivals de Tudela (Espanya), Guadalajara (Mèxic), MadridImagen (Espanya) i Chicago (EUA). La pel·lícula va obtenir una gran repercussió entre la crítica (va ser triada pel conjunt de crítics reunits anualment per El Cultural de El Mundo entre les cinc millors pel·lícules de l'any).
L'any 2009 Rebollo dirigeix La mujer sin piano, protagonitzat per Carmen Machi i Jan Budar. La pel·lícula s'estrena en la Secció Oficial del Festival Internacional de Cinema de Sant Sebastià, on gana la Conquilla de Plata al Millor Director. Segons l'enquesta anual que cada cap d'any realitza El Cultural del diari El Mundo, va ser escollida com la millor pel·lícula espanyola estrenada l'any 2010. D'altra banda, la revista Cahiers du Cinéma Espanya, que tria cada any les millors pel·lícules estrenades a Espanya, va incloure només una pel·lícula espanyola, també La mujer sin piano. Entre altres ha guanyat el Premi a la Millor Pel·lícula en el Festival Internacional de Cinema de Los Angeles (AFI), el Premi a la Millor Pel·lícula en el Festival de Cinema Espanyol de Tolosa i en el Festival Internacional de Cinema de Tirana, entre d'altres. També va obtenir el Premi FIPRESCI de la crítica Iberoamericana en el Festival Internacional de Montevideo i el Premi al Millor Director, Millor Guió i Millor Fotografia en el Festival de Cinema de Ceará (Brasil).
En 2013 Rebollo estrena El muerto y ser feliz, una pel·lícula de «carreteres, gossos i pistoles» rodada a l'Argentina al llarg de 5.000 km amb José Sacristán, l'actriu uruguaiana Roxana Blanco i un Ford Falcon Deluxe. Per aquesta pel·lícula Sacristán ha obtingut la Conquilla de Plata del Festival de Sant Sebastià, el Premi Goya al Millor Actor així com el Premio Gaudí al Millor Actor. A Sant Sebastià la pel·lícula rep també el FIPRESCI- Premi de la Crítica Internacional. La pel·lícula va viatjar per festivals a tot el món destacant, la projecció en 2014 en el MoMa de Nova York o el premi al Millor Director en el American Film Institute de Los Angeles (els EUA).

## Retrospectives
L'any 2003 el Festival Internacional de Cinema de Brest (França) va dedicar una retrospectiva a tots els seus treballs en cinema, amb el títol Javier Rebollo, un auteur. I el Festival de Cinema Espanyol de Brussel·les, una altra retrospectiva de tots els seus curtmetratges l'any 2004 titulada Javier Rebollo: Desespoir et Beauté. En el 2007 se li han dedicat nous cicles retrospectius de tots els seus treballs en cinema a Essone (França) i Tübingen (Alemanya).

## Ensenyament
Actualment Rebollo és professor a l'ECAM-Escola de Cinema de la Comunitat de Madrid, a l'Institut de Cinema de Madrid (NIC), en el MÀSTER LAV-Laboratori Audiovisual de Creació i Pràctica Contemporània i a l'Escola Internacional de Cinema i Televisió de San Antonio de los Baños (Cuba). A més és assessor de projectes en la Universitat Pompeu Fabra de Barcelona.
Rebollo ha impartit igualment classes a Metròpolis Centre d'Estudis (Madrid), EICTV-Escola Internacional de Cinema de San Antonio de los Baños (Cuba), TAI-Estudis Universitaris (Madrid), BANDEAPART-Escola de Cinema (Barcelona), Escuela Nacional de Cine de Uruguay (Montevideo), Escola Nacional de Cinmae Marubi (Tirana, Albània), Universidad Católica de Cine San José (Costa Rica), Universitat Jaume I (Castelló), Universidad Internacional Menéndez Pelayo-Seue de Cuenca, La Plantación, encuentros y conocimiento (Ourense), Centre Internacional de Cultura Contemporània-TABAKALERA (Sant Sebastià), LENS-Escuela de Artes Visuales (Madrid)…
Participa igualment com a professor convidat i conferenciant en diferents institucions, com les Universitat Complutense de Madrid, Santander, Bilbao o València, el Col·legi d'Espanya a París, els Instituts Cervantes de Roma i Nàpols (Itàlia), a les Cases d'Espanya a Tessalònica (Grècia) o de Montevideo (Uruguai), entre d'altres.

## Equip
Entre l'equip amb el qual Rebollo col·labora sistemàticament es troben Luis Bértolo (ajudant de direcció i ara coguionista), Santiago Racaj (director de fotografia), Daniel Fontrodona (so), Miguel Ángel Rebollo (director d'art), Lola Mayo (coguionista) i José Luis Gómez (cap d'elèctrics).
A Javier Rebollo el caracteritza en la seva manera de treballar una màxima de Marcel Hanoun: «Al cinema es produeixen errors constantment. Només cal saber amplificar-ho».

## Filmografia de Javier Rebollo
- La memoria herida (1997), Documental, Programa 30 minutos, Telemadrid
- En medio de ninguna parte (1997), Curtmetratge
- Hola, desconocido! (1998), Curtmetratge
- Cartas al Sáhara (1999), Documental, Programa 30 minutos, Telemadrid
- El equipaje abierto (1999), Curtmetratge
- Lejos del manicomio (2000), Documental, Documentos TV, TVE
- Sin techo (2001), Documental, Documentos TV, TVE
- El preciso orden de las cosas (2001), Curtmetratge
- Gran Sol, al final de la marea (2002), Documental, Documentos TV, TVE
- En camas separadas (2002), Curtmetratge
- A través del cristal (2003),Documental, Documentos TV, TVE
- Hospital (2005), Documental, Documentos TV, TVE
- Ce que je sais de Lola (Lo que sé de Lola) (2006), Llargmetratge
- La mujer sin piano (Woman Without Piano) (2009),Llargmetratge
- El muerto y ser feliz (2013), Llargmetratge
- Pequeña historia (apócrifa) de los motivos visuales en la historia del cine. 1 - Mujer mirando por la ventana (2016), Curtmetratge
- (Yo) tengo perspectiva de la vida (2016), Curtmetratge, La FÁBRICA i Notodofilmfestival
- Consejo a los cabreros (2016), Curtmetratge, La FÁBRICA i Notodofilmfestival
- En la alcoba del sultán (2024), Llargmetratge